# Lijst van metrostations in Lissabon

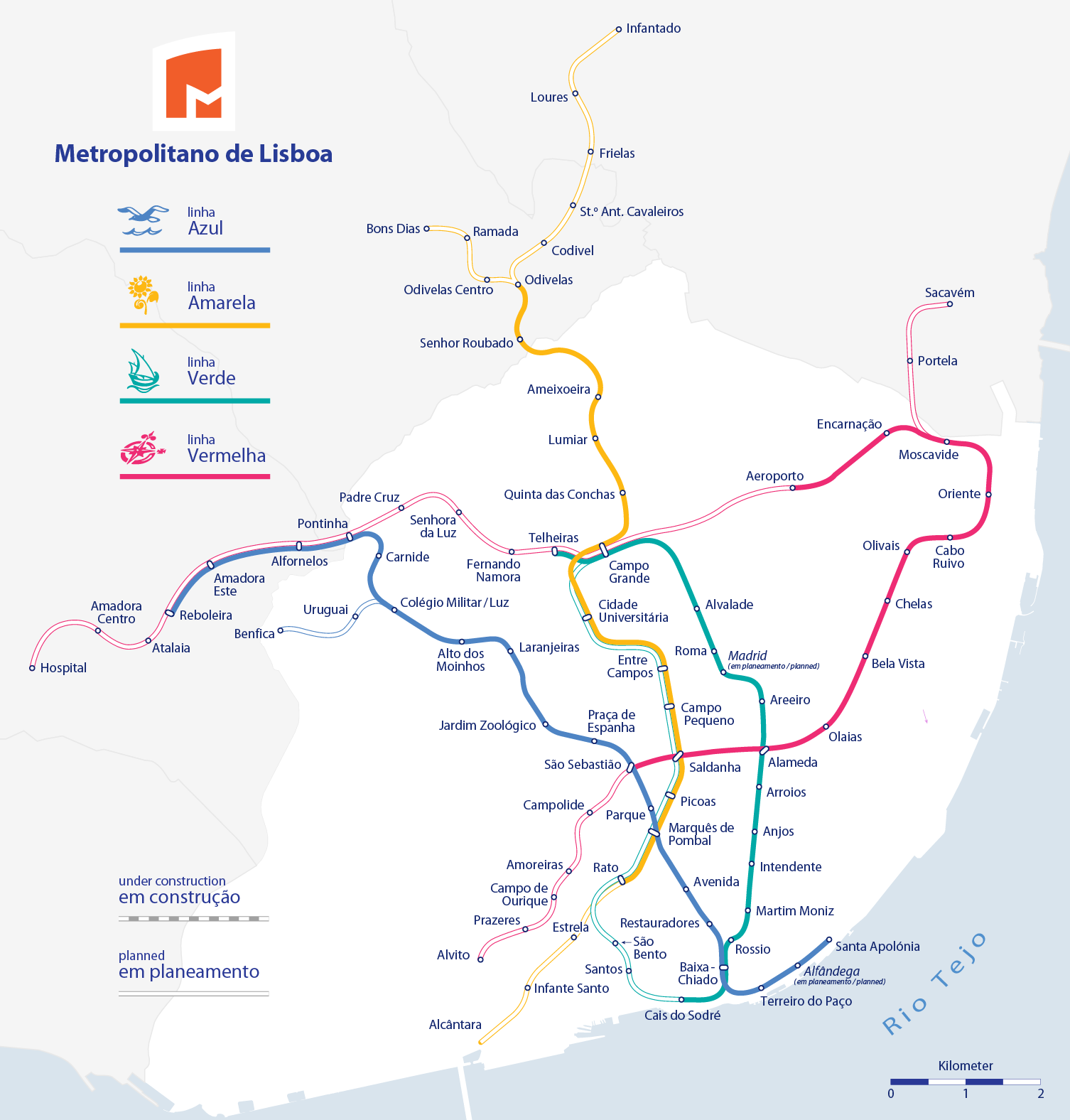
Metronetwerk van Lissabon

Dit is een lijst van de metrostations van de metro in Lissabon (Portugal) (zie ook Metro van Lissabon).
De stations zijn vernoemd naar nabijgelegen plaatsen of straten.

## Blauwe Lijn
(Reboleira) Amadora Este - Baixa/Chiado, genoemd van noordwest naar zuidoost.
- Reboleira(in aanleg)
- Amadora Este
- Alfornelos
- Pontinha
- Carnide
- Colégio Militar/Luz
- Alto dos Moinhos
- Laranjeiras
- Jardim Zoológico
- Praça de Espanha
- São Sebastião (Rood)
- Parque
- Marquês de Pombal (Geel)
- Avenida
- Restauradores
- Baixa/Chiado (Groen)
- Terreiro do Paço
- Alfândega (in planning)
- Santa Apolónia

Recent is een plan ontvouwd om de lijn van Amadora Este naar Reboleira aan de spoorweg Lissabon-Sintra te verlengen. De stations liggen slechts 800 meter van elkaar waarvan er al 250 meter is aangelegd. Het plan omvat ook de uitbreiding van het treinstation Reboleira om uit groeien tot een belangrijk overstapstation.

## Gele Lijn
Odivelas - Rato, genoemd van noord naar zuid
- Odivelas
- Senhor Roubado
- Ameixoeira
- Lumiar
- Quinta das Conchas
- Campo Grande (Groen)
- Cidade Universitária
- Entre Campos
- Campo Pequeno
- Saldanha (Rood)
- Picoas
- Marquês de Pombal (Blauw)
- Rato

## Groene Lijn
Telheiras - Cais do Sodré, genoemd van noord naar zuid.
- Telheiras
- Campo Grande (Geel)
- Alvalade
- Roma
- Madrid (in planning)
- Areeiro
- Alameda (Rood)
- Arroios
- Anjos
- Intendente
- Martim Moniz
- Rossio
- Baixa/Chiado (Blauw)
- Cais do Sodré

## Rode Lijn
São Sebastiã - Aeroporto, genoemd van west naar oost
- São Sebastião( (Blauw)
- Saldanha (Geel)
- Alameda (Groen)
- Olaias
- Bela Vista
- Chelas
- Olivais
- Cabo Ruivo
- Oriente
- Moscavide
- Encarnação
- Aeroporto